# Persone di nome Bernardo/Nobili
| Questa pagina contiene informazioni ricavate automaticamente dalle voci biografiche con l'ausilio del template Bio e di un bot. L'aggiornamento è periodico e automatico e ricostruisce completamente la pagina. Se manca una persona in questa lista, sei pregato di non aggiungerla, ma accertati piuttosto che la sua voce biografica contenga il template Bio e che i dati anagrafici siano correttamente compilati. Se il template Bio manca, inseriscilo tu stesso o, in alternativa, metti l'avviso {{tmp\|Bio}} che ne segnala la mancanza. Se i dati riportati sono sbagliati, correggi direttamente la voce biografica; le modifiche saranno visibili in questa lista entro pochi giorni. Per chiarimenti vedi il progetto antroponimi. La lista contiene solo le 56 persone che sono citate nell'enciclopedia e per le quali è stato implementato correttamente il template Bio. Pagina aggiornata al 6 ago 2025. |

Questa è una lista di persone presenti nell'enciclopedia che hanno il nome Bernardo e sono nobili.

## B(36)
- Bernardo II di Baden, nobile tedesco (Baden-Baden - Moncalieri, † 1458)
- Bernardo Barbaro, nobile, politico e poeta italiano (Venezia, n. 1687)
- Bernardo I di Guascogna, nobile franco
- Bernardo II di Guascogna, nobile francese
- Bernardo di Gotia, nobile (Gerona)
- Bernardo I di Sassonia-Meiningen, nobile (Gotha, n. 1649 - Meiningen, † 1706)
- Bernat Amat de Cardona, nobile († 1135)
- Bernardo II di Sassonia-Meiningen, nobile tedesco (Meiningen, n. 1800 - Meiningen, † 1882)
- Bernardo III di Sassonia-Meiningen, nobile (Meiningen, n. 1851 - Meiningen, † 1928)
- Bernardo VII d'Armagnac, nobile francese (Parigi, † 1418)
- Bernardo Ruggero di Foix, nobile francese
- Bernardo, nobile tedesco († 891)
- Bernardo II di Sassonia, nobile tedesco († 1059)
- Bernardo I di Poitiers, nobile
- Bernardo II di Poitiers, nobile
- Bernardo di Senlis, nobile francese
- Bernardo di Sassonia, nobile tedesco (Ballenstedt, † 1212)
- Bernardo I d'Armagnac, nobile francese († 995)
- Bernardo VIII di Lippe, nobile tedesco (Detmold, n. 1527 - Detmold, † 1563)
- Bernardo I di Sassonia, nobile tedesco (Abbazia di Corvey, † 1011)
- Bernardo di Carinzia, nobile tedesco († 1256)
- Bernardo I della marca del Nord, nobile tedesco († 1051)
- Bernardo d'Armagnac, conte di Pardiac, nobile francese (n. 1400 - † 1462)
- Bernardo, nobile tedesco
- Bernardo II di Bigorre, nobile franco
- Bernardo III di Bigorre, nobile franco († 1113)
- Bernardo IV di Comminges, nobile franco († 1225)
- Bernardo di Narbona, nobile franco
- Bernardo I di Scheyern, nobile tedesco (Scheyern, † 1104)
- Bernardo I di Brunswick-Lüneburg, nobile (Celle, † 1434)
- Bernardo I di Ribagorza, nobile spagnolo
- Bernardo I di Tolosa, nobile franco (Tolosa)
- Bernardo II di Tolosa, nobile († 874)
- Bernardo III d'Alvernia, nobile
- Bernardo III di Tolosa, nobile (Uzès, n. 841 - † 886)
- Bernardo I d'Alvernia, nobile

## C(1)
- Bernardo Contarini, nobile e militare italiano (Venezia, n. 1451 - Melfi, † 1496)

## D(17)
- Bernardo Raimondo I di Pallars Jussà, nobile spagnolo
- Bernardo II di Pallars Sobirà, nobile spagnolo
- Bernardo II di Sassonia-Jena, nobile (Weimar, n. 1638 - Jena, † 1678)
- Bernardo III di Pallars Sobirà, nobile spagnolo
- Bernardo III di Cabrera, nobile spagnolo (Tordehumos, † 1368)
- Bernardo II de Cabrera, nobile spagnolo (Calatayud, n. 1298 - Saragozza, † 1364)
- Bernardo III d'Armagnac, nobile francese
- Bernardo IV d'Armagnac, nobile francese († 1193)
- Bernardo V d'Armagnac, nobile francese
- Bernardo VI d'Armagnac, nobile francese († 1319)
- Bernardo I de Cabrera, nobile spagnolo († 1332)
- Bernardetto de' Medici, nobile italiano (Firenze - Napoli)
- Bernardo III di Baden-Baden, nobile tedesco (n. 1474 - Sulzburg, † 1536)
- Bernardo II di Brunswick-Lüneburg, nobile e vescovo tedesco († 1464)
- Bernardo Giovanni Cabrera, nobile, politico e militare spagnolo (Catalogna, n. 1400 - Ragusa, † 1466)
- Bernardo Cabrera, nobile, politico e militare spagnolo (Barcellona, n. 1350 - Catania, † 1423)
- Bernardo I di Jauer-Löwenberg, nobile († 1286)

## S(1)
- Bernardo III di Sassonia-Lauenburg, nobile (Ratzeburg - Ratzeburg, † 1463)

## Ś(1)
- Bernardo II di Świdnica, nobile († 1326)